# Terrassa Padovana
Terrassa Padovana – miejscowość i gmina we Włoszech, w regionie Wenecja Euganejska, w prowincji Padwa.
Według danych na rok 2004 gminę zamieszkiwało 2127 osób, 151,9 os./km².